# Europæisk netværk for vedplanters genressourcer
Europæisk netværk for vedplanters genressourcer (engelsk: European Forest Genetic Resources Programme - EUFORGEN) er et internationalt netværk, der fremmer bevarelse og bæredygtig brug af frø- og genmateriale i Europa. 
Netværkets opgaver inkluderer at koordinere og promovere in situ (på stedet) og ex situ (uden for stedet) bevarelse af vedplanters genressourcer, sikre udveksling af viden og øge offentlighedens bevidsthed om behovet for bevaring af frø- og plantemateriale. 
EUFORGEN finansieres af medlemslandene, og dets aktiviteter foregår hovedsageligt gennem arbejdsgrupper, bestående af eksperter fra hele Europa. Disse mødes for at udveksle viden, analysere politikker og praksis og derudover udvikle videnskabsbaserede strategier til at forbedre forvaltningen af vedplanters frø- og genmateriale. EUFORGEN blev etableret i 1994. Sekretæriatet er hostet af European Forest Institute og ligger i Barcelona, Spanien.

## Medlemslande
Der er på nuværende tidspunkt 25 Europæiske medlemslande i EUFORGEN (Januar, 2018)
1. Belgien
2. Danmark
3. Estland
4. Finland
5. Frankrig
6. Holland
7. Irland
8. Island
9. Italien
10. Kroatien
11. Litauen
12. Luxembourg
13. Malta
14. Norge
15. Polen
16. Schweiz
17. Serbien
18. Slovakiet
19. Slovenien
20. Storbritannien
21. Sverige
22. Tjekkiet
23. Tyrkiet
24. Ungarn
25. Østrig